# Ернст Хопенберг
Ернст Хопенберг (Бремен 26. јул 1878 — Кирн 29. септембар 1937) био је немачки пливач, двоструки олимпијски победник.
Као син власника, у то време, јединог јавног затвореног базена у Бремену, почео се рано бавити пливањем. Пре него што је учествовао на Олимпијским играма у Паризу 1900, и освојио две златне медаље, већ је два пута био првак Немачке, на 100 м слободно и леђно. 
На Олимпијским играма 1900. победио је на 200 метара леђно и 200 метара екипно. Екипу су поред њега сачињавали Макс Хајнле, Јулијус Фреј, Макс Шене и Херберт фон Петерсдорф. Његов олимпијски рекорд који је поставио на 200 метара леђно, оборен је тек на Олимпијским играма 1964. у Токију.
Такође је био члан немачке екипе у ватерполу, али није учествовао на утакмици Немачке на ватерполо турниру 1900.
Хопенберг је 1988. примљен у Међународну Кућу славних водених спортова у Флориди.
После завршетка војне службе у гарнизону у Килу, Хопенберг одлази у Цингтао, сада Ћингдао, у Кини, који је на прелазу миленијума био немачки колонија. Тамо је основао локални пливачки клуб. Године 1928. је преузео посао свога оца на затвореном базену у Бремену, а девет година касније доживео је саобраћајну несрећу и умро од тромбозе следећег дана.